# Devereux

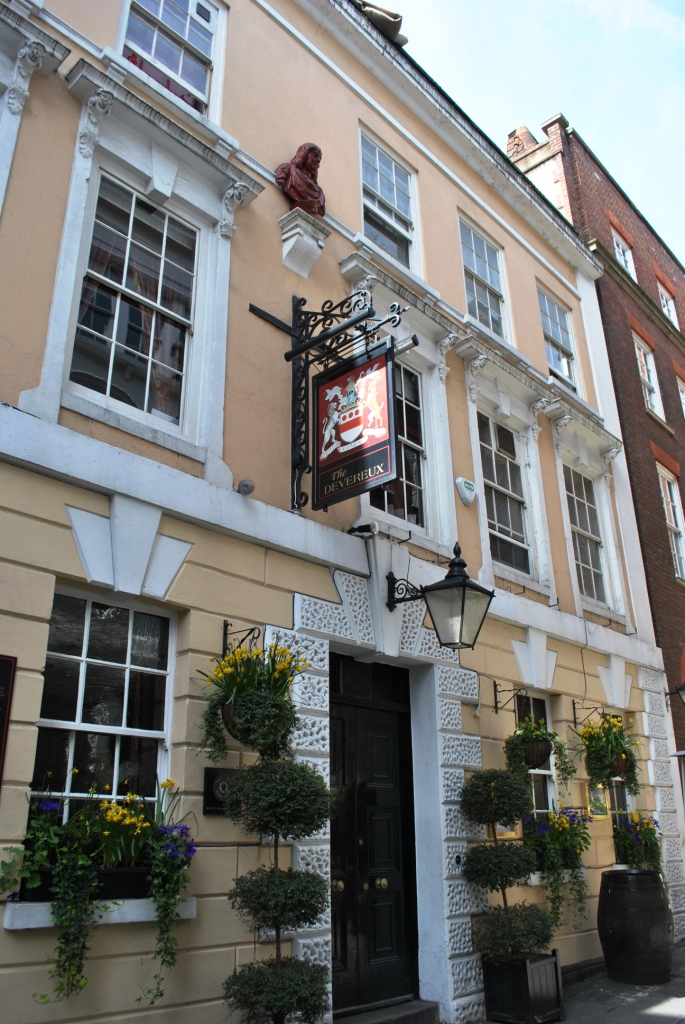
The Devereux, 2013

O Devereux é um pub no nº 20 Devereux Court, perto da Essex Street, em Londres.
É um edifício listado como Grau II, construído por volta de 1676 como Grecian Coffee House. Foi reformado como um pub em 1843.